# 헬스키친

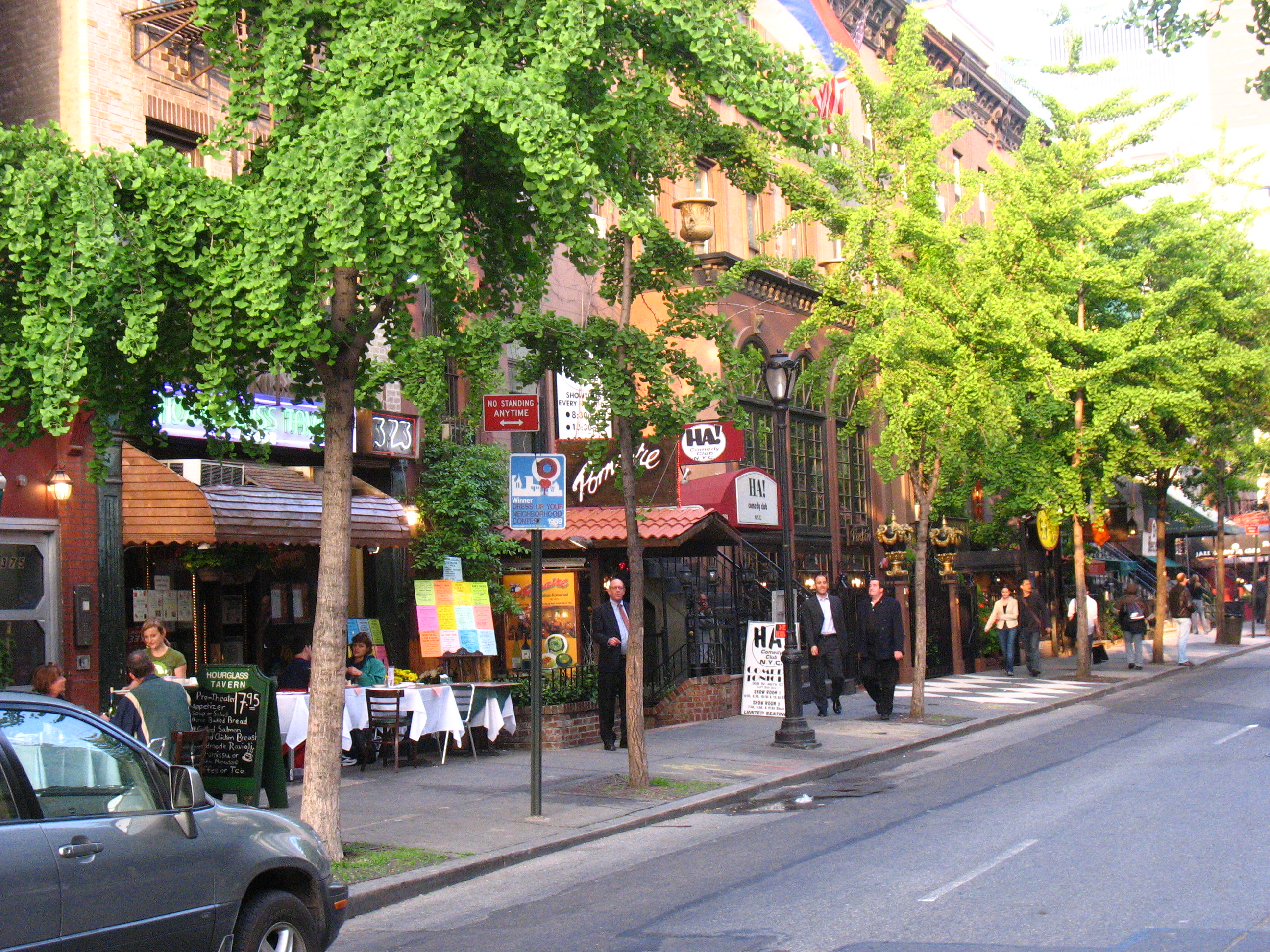
헬스키친

헬스키친(Hell's Kitchen)은 맨해튼의 한 지역이다. 19세기 중반 산업 발전기의 중심지이기도 하다. 당시는 갱단이 이 지역에 나타나 "미국에서 가장 위험한 지역"이라고 불리게 되어, 현재의 이름으로 불리게 되었다. 20세기 중반에 이르러서는 아일랜드인, 이태리인 등 많은 이민자들이 뒤섞여 서로 잘 어울리지도 못하면서 임금 노동자로서 적당히 뒤섞여 살아가던 지역이기도 했다. 데어데블의 출신지이며, 영화판 《데어데블》의 주배경이 되는 무대이다.